# Mind's Eye (Vinnie Moore)
Mind's Eye è il primo album di Vinnie Moore, pubblicato nel 1986.

## Tracce
1. In Control
2. Daydream
3. Saved By A Miracle
4. Hero Without Honor
5. Lifeforce
6. N.N.Y.
7. Mind's Eye
8. Shadows Of Yesterday
9. The Journey